# Mirage Resorts
Mirage Resorts Incorporated es una corporación americana que opera casinos-hoteles y espectáculos alrededor del mundo. Fue fundada en 1989, y anteriormente llamada Golden Nugget Companies. La compañía forma parte del grupo MGM Resorts International a partir del año 2000, integrando así uno de los conglomerados de la industria más grandes del mundo. Esta compañía es mayormente propiedad del desarrollador de Las Vegas, Nevada, Steve Wynn.
Mirage Resorts administra reconocidos hoteles y espectáculos en la ciudad de Las Vegas y en muchos países del mundo. 

## Historia
Fundada en 1989 por Golden Nugget Companies.
Fusionado con MGM Grand el 31 de mayo de 2000.

## Hoteles y casinos operados por Mirage
- Golden Nugget Las Vegas
- Golden Nugget Laughlin
- Golden Nugget Atlantic City
- The Mirage
- Treasure Island Hotel and Casino
- Bellagio
- Beau Rivage
- Boardwalk Hotel and Casino
- Monte Carlo Resort and Casino (50%)
- Anunciado Le Jardin en Atlantic City. En la cual pasó al 50% en intereses y pasó a ser el Borgata.

- Datos: Q6872602